# 60 Lette melodiøse præludier for orgel
60 Lette melodiose praeludier for orgel (Noors voor Zestig eenvoudige melodieuze preludes voor orgel) is een verzameling composities voor orgel van Eyvind Alnæs. Het leven van deze Noorse componist bestond veelal uit het begeleiden van zangers/zangeressen van achter de piano en het dirigeren en begeleiden van koren, soms van achter de piano, maar ook vanachter het orgel. Voor die laatste liederen was niet altijd muziek voorhanden, zodat Alnæs enig voorspel moest improviseren. Uiteindelijk bundelde de componist zestig van die stukjes in deze bundel.     